# Église Saint-Barthélemy de Listrac-de-Durèze
Pour les articles homonymes, voir Église Saint-Barthélemy.
L'église Saint-Barthélemy est une église catholique située dans la commune de Listrac-de-Durèze, dans le département de la Gironde, en France.

## Localisation
L'église se trouve au cœur du village.

## Historique
Construite à l'origine au XIIe siècle, l'église, de style roman, est inscrite en totalité au titre des monuments historiques par arrêté du 5 avril 2001.

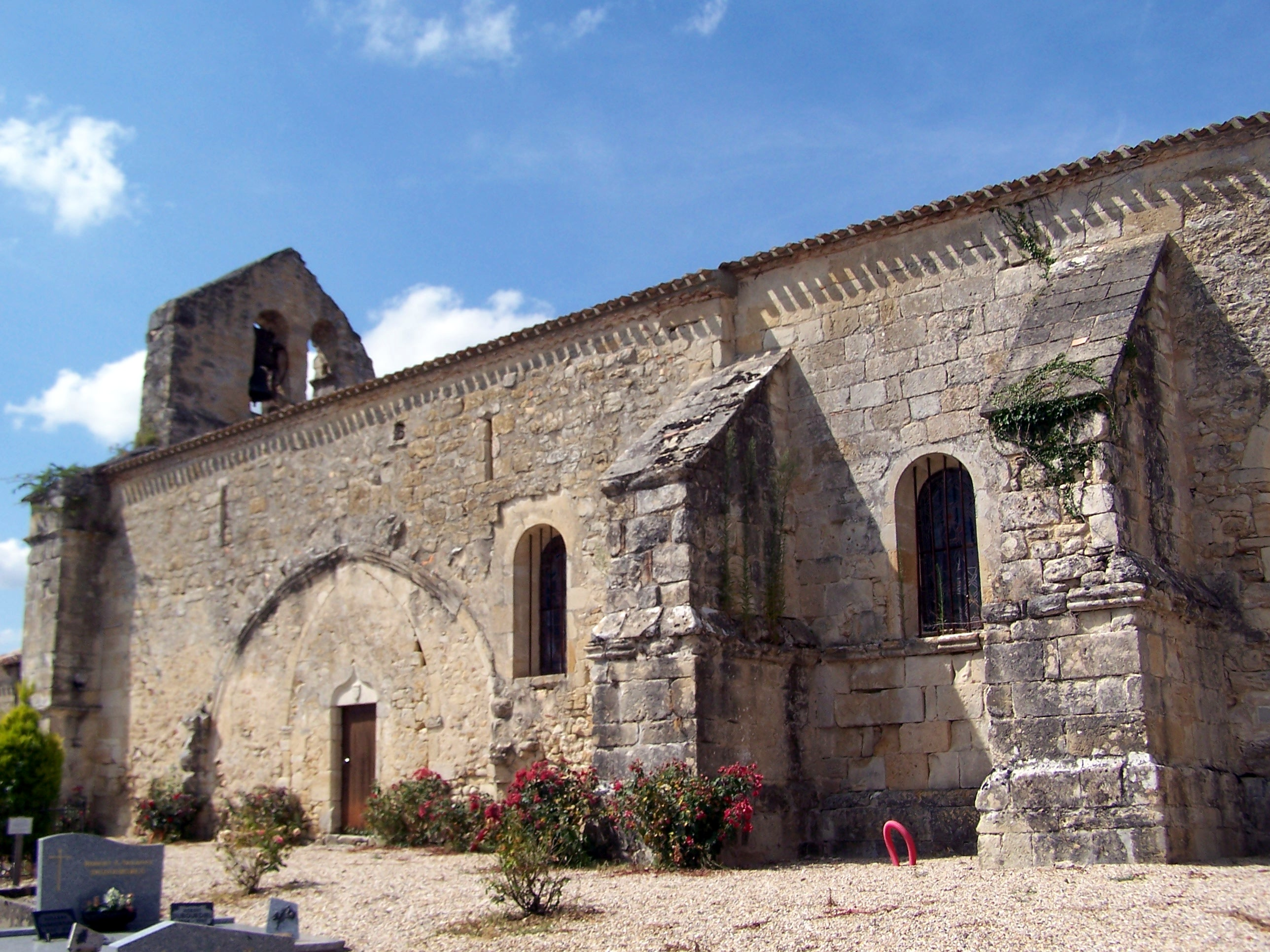
Façade sud (août 2012)
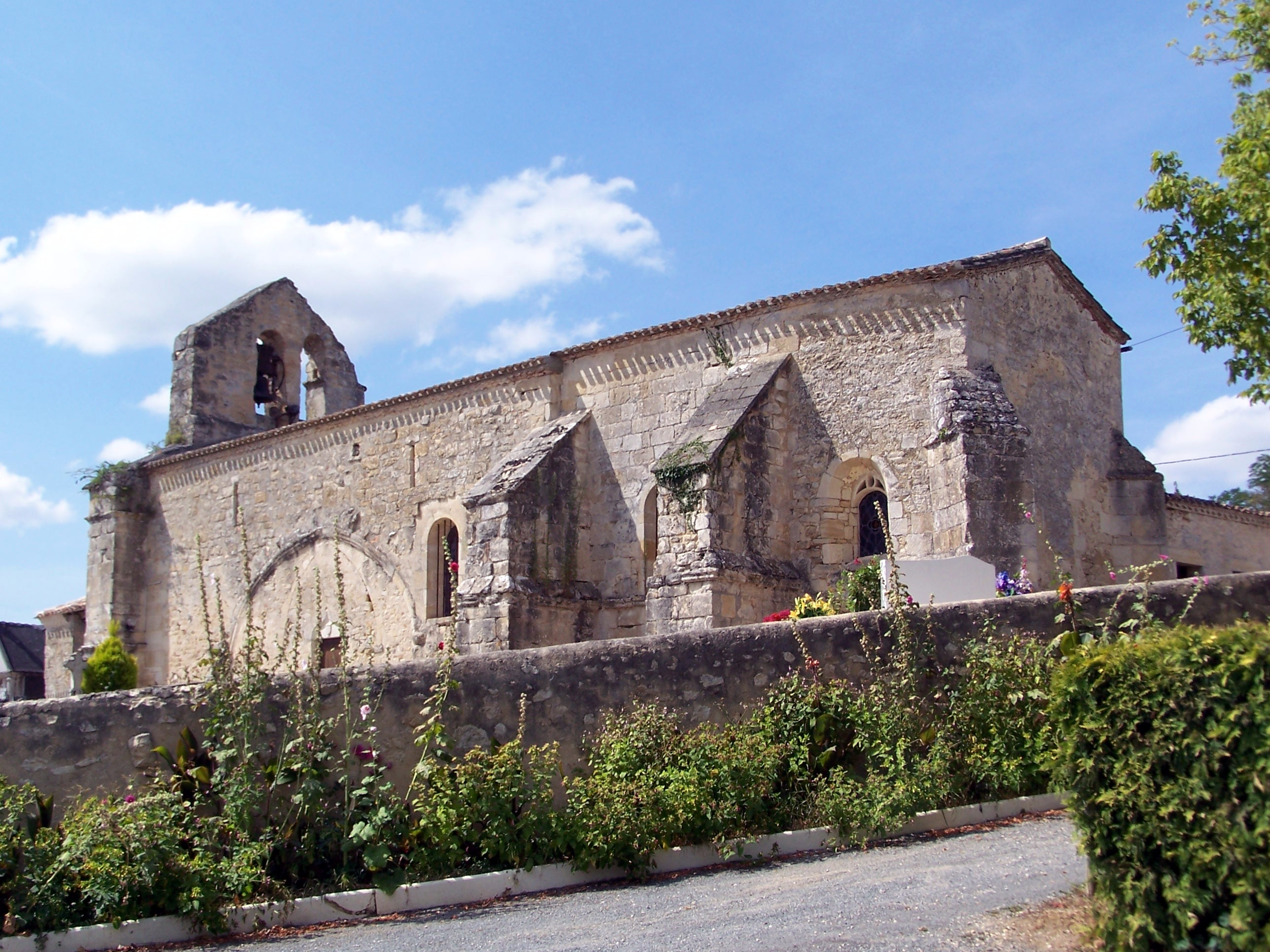
Vue latérale sud-est (août 2012)
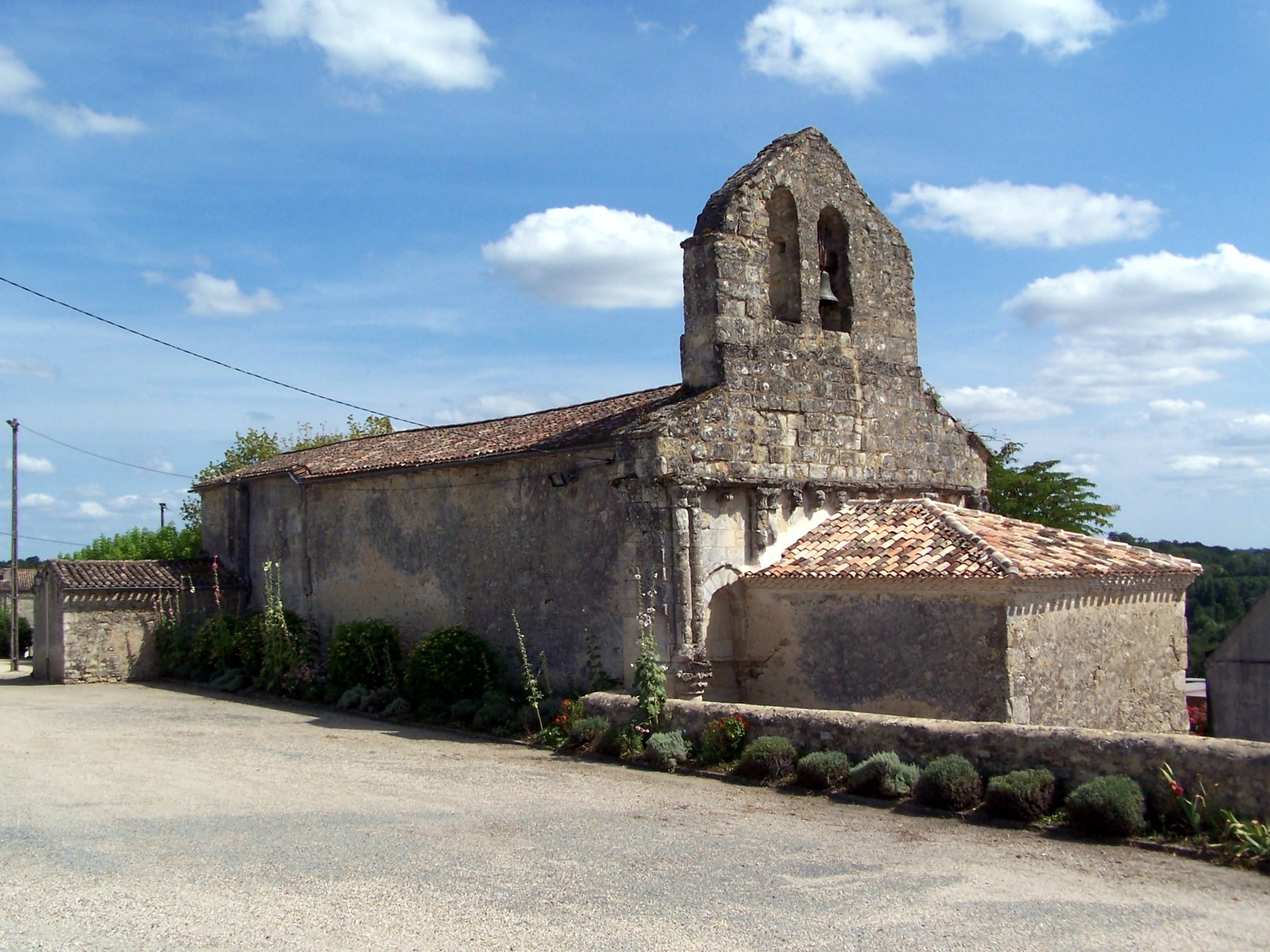
Vue nord-ouest (août 2012)
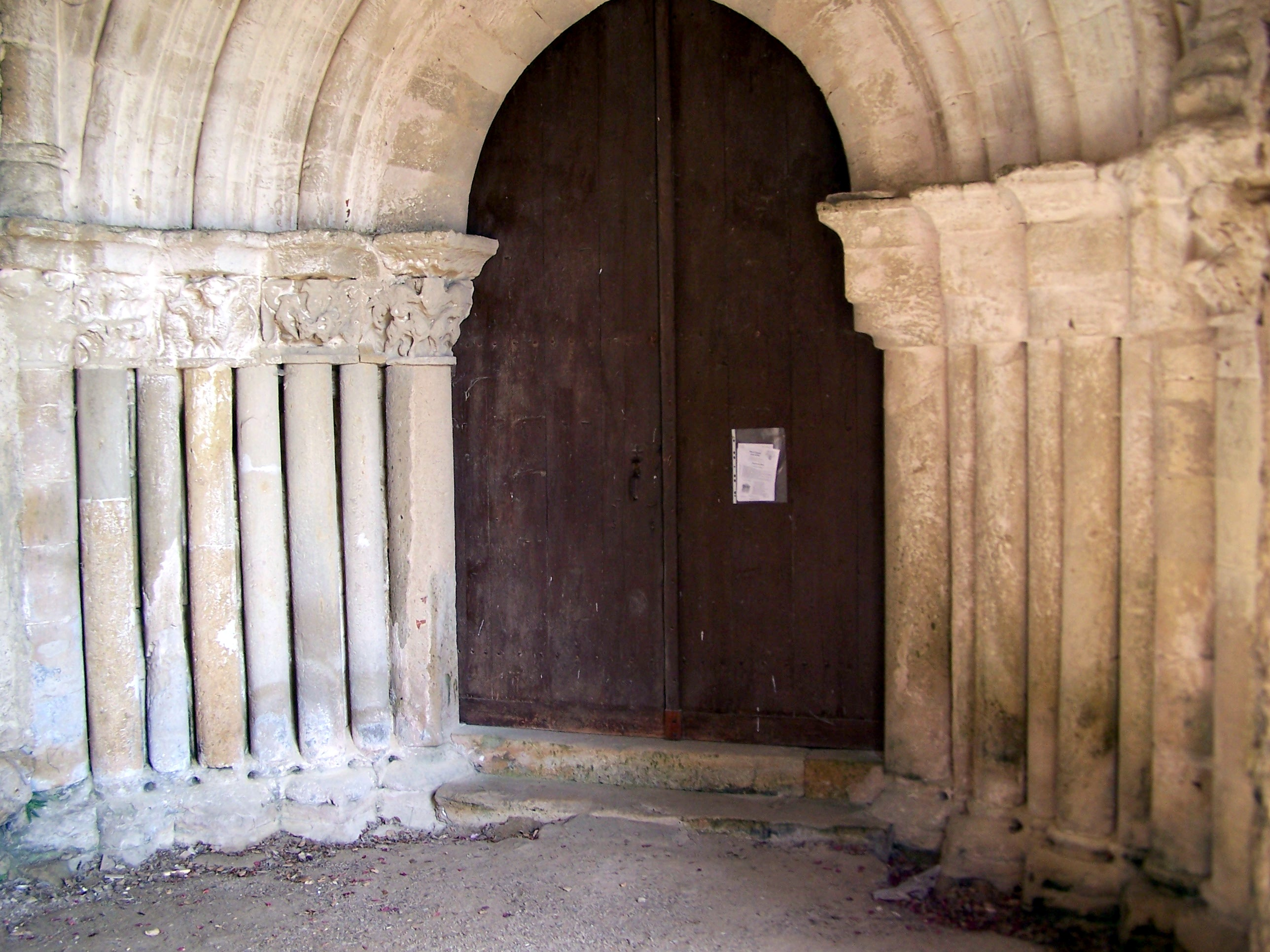
Le portail  (août 2012)
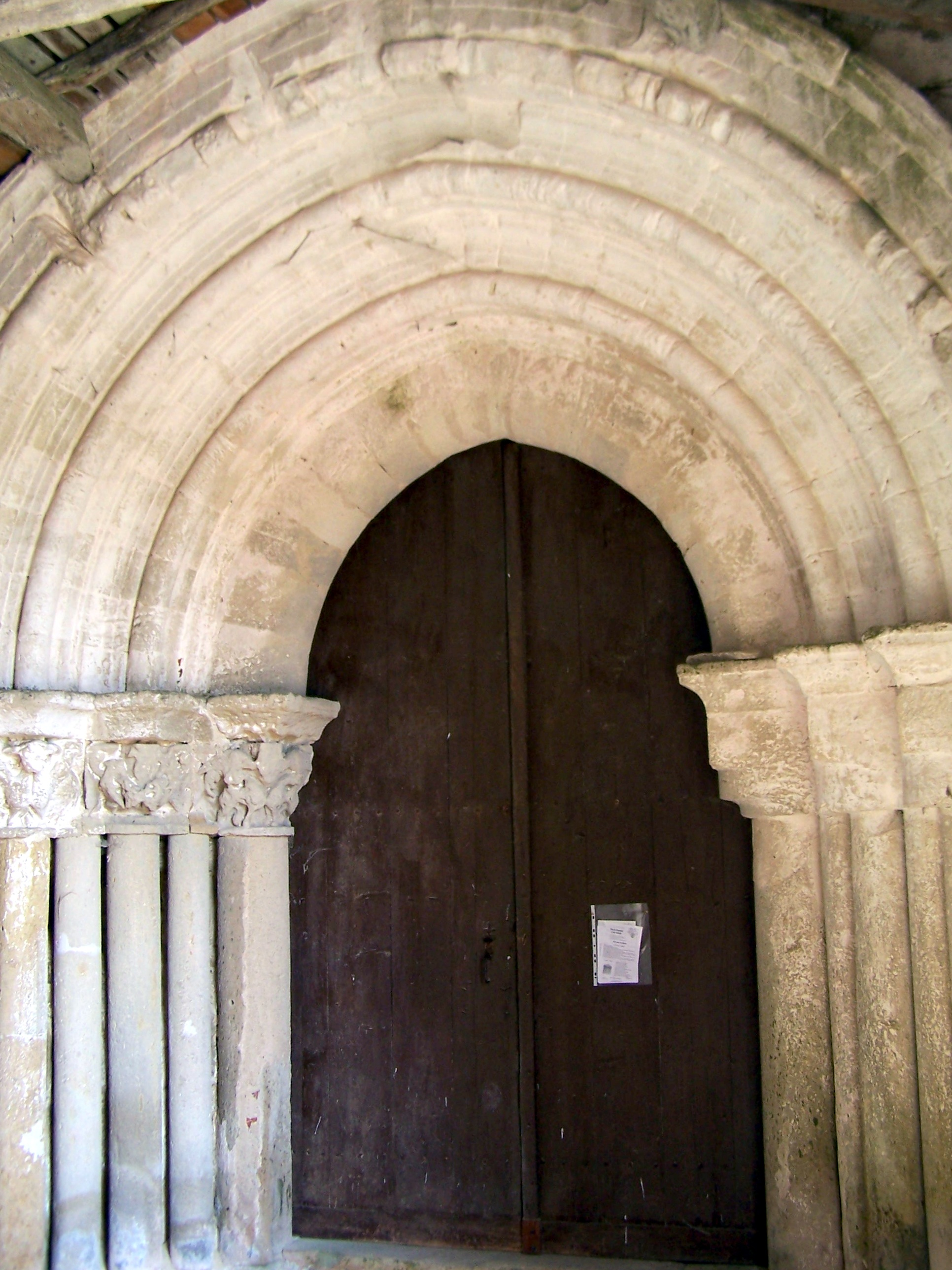
Les voussures (août 2012)